# Acianthera hystrix
Acianthera hystrix es una especie de orquídea epifita. 
Se encuentra en zonas sombrías y húmedas de la selva en la Mata Atlántica del sudeste de Brasil.

## Taxonomía
Acianthera hystrix fue descrita por (Kraenzl.) F.Barros y publicado en Orchid Memories 10. 2004.
Etimología
Acianthera: nombre genérico que es una referencia a la posición de las anteras de algunas de sus especies.
hystrix: epíteto
Sinonimia
- Acianthera raduliglossa (Pabst) Pridgeon & M.W.Chase
- Apoda-prorepentia hystrix (Kraenzl.) Luer
- Cryptophoranthus hoehnei Schltr.
- Cryptophoranthus hystrix (Kraenzl.) Garay
- Physosiphon hystrix Kraenzl.	basónimo
- Pleurothallis raduliglossa Pabst
- Specklinia hystrix (Kraenzl.) Luer[3][4]